# バレエ「ドラゴン・クエスト」
『バレエ「ドラゴン・クエスト」』は、スクウェア・エニックスのコンピュータRPG『ドラゴンクエストシリーズ』を原作とし、原作ゲームで使用された、すぎやまこういち作曲の楽曲を使用したバレエ作品。演出・振付：鈴木稔、アシスト：山口賢一、台本：河内連太（堀井雄二原作による）、企画：佐野光司。

## 概要
スターダンサーズ・バレエ団のオリジナル演目として作られ、同バレエ団によって1995年9月の初演から2024年現在まで不定期に公演が行われている。2004年5月に上海、2019年7月にパリで開催された第20回Japan Expoでも公演されている。
楽曲は、新曲を数曲追加、数曲にアレンジを施した他は、すぎやまこういちによって原作ゲーム向けに作曲された曲（交響組曲版）をそのまま使用している。
ストーリーも原作ゲームを意識し、魔王を倒す冒険譚となっており、ロトの紋章の入った鎧や剣、天空の城や天空の兜が登場する。
企画の佐野は、ポニーキャニオン版の「交響組曲 ドラゴンクエストIV」のCD(PCCG-00118)のブックレットにて「『ドラゴンクエストIV』はバレエ化するべきだと思う」とのコメントを残しており、本作はそれが実現した形になったといえる。

## 楽曲
原作ゲームでの使用シーンは、ドラゴンクエストシリーズの楽曲一覧 を参照。
本作の初演当時は、原作の最新作はスーパーファミコン版「I・II」（リメイク作を含まない場合はSFC版「V」）であったが、当時発売直前だった「VI」（VIの発売は1995年12月）の楽曲も1曲だけ使用されている。
以下、()内のローマ数字は原作で使用されたシリーズ。「新曲」は原作に登場しない、本作のために作曲された楽曲。
以下の表記は、原作とぶれが生じている部分も存在するが、すべて本作のCD、DVD、パンフレットなどの表記に従う。

### プロローグ
1. パストラール～カタストロフ（リメイク版II、本作ではIVの「コロシアム」も組み込まれている）
2. 序曲のマーチ (V)

### 第1幕
1. 王宮のロンド (III)
2. 王宮のトランペット (V)
3. のどかな熱気球の旅（IV、『交響組曲 ドラゴンクエストIV』では正確には「のどかな熱気球のたび」）
4. 空飛ぶベッド (VI)
5. 海を越えて (III)～不吉な前兆（新曲）
6. 王宮のメヌエット (IV)
7. 愛の旋律 (V)
8. 戦闘 (I)
9. 広野を行く (I)
10. エスケープ（新曲、Iの「街の人々」のアレンジ）
11. 戦い～死を賭して（II、正確には「死を賭して」は含んでいない）
12. あやかしの笛（IV、原作ではME（ミュージック・エフェクト））
13. コロシアム（街でのひとときより） (IV)
14. 街（街でのひとときより）～楽しいカジノ（街でのひとときより） (IV)
15. ジプシーダンス（勇者の仲間たちより） (IV)
16. おてんば姫の行進（勇者の仲間たちより）～武器商人トルネコ（勇者の仲間たちより） (IV)
17. けんか（新曲、「おてんば姫の行進」と「武器商人トルネコ」がアレンジされて組み込まれている）
18. 戦火を交えて (V)
19. あやかしの笛～コロシアム (IV)
20. 馬車のマーチ（勇者の故郷～馬車のマーチより） (IV)

### 第2幕
1. 大魔王 (V)
2. 鎮魂歌～ほこら (III)
3. 栄光への戦い (IV)
4. レクイエム (II)
5. 洞窟に魔物の影が (V)
6. 不死身の敵に挑む (V)
7. 高貴なるレクイエム～聖 (V)
8. 空飛ぶ絨毯 (V)
9. おおぞらをとぶ (III)
10. 呪われし塔 (IV)
11. エレジー (IV)
12. おおぞらをとぶ (III)～From Sky（新曲）
13. 冒険の旅 (III)
14. ダンジョン (III)
15. 戦闘のテーマ～アレフガルドにて～勇者の挑戦 (III)
16. 海図を広げて (IV)
17. 結婚ワルツ（V、後半はアップテンポにアレンジされており、「おてんば姫の行進」「武器商人トルネコ」の旋律も含む）
18. そして伝説へ (III)

## 主な登場人物
白の勇者
王に仕える若き勇者。不思議な首飾りを持つ。伝説の勇者に城の守りを命ぜられたが、魔王と黒の勇者に王女をさらわれ、救出のために城を抜け出し旅立つ。実は天空の城の聖母の子。
黒の勇者
魔王に仕える悪しき勇者。白の勇者と同じ首飾りを持つ。白の勇者と同じく天空の城の聖母の子で、白の勇者の双子の兄弟であったが、赤子の時に魔王にさらわれてしまった。
設定は、『ドラゴンクエスト列伝 ロトの紋章』の「ジャガン」が元になっているとみられる。
王女
城の王女。白の勇者と互いに惹かれあっていくが、魔王と黒の勇者にさらわれる。囚われている際に、黒の勇者に魔物たちとは違う雰囲気を感じ取っていた。
魔王
王国の平和を乱そうと企てる邪悪な存在。王女をさらい、魔物や悪の兵士を操り白の勇者たちを妨害する。赤子の時の黒の勇者をさらい、聖母を殺害した。
賢者
王女に不思議な笛を渡した謎の老人。白の勇者がその笛を吹くと現れ、白の勇者に助言を残し去る。後に正体を現し、白の勇者の仲間となる。
戦士
酒場で荒くれたちを率いていた女戦士。酒場での黒の勇者たちとの戦闘で知らず知らずのうちに白の勇者と協力して戦い、後に白の勇者の仲間となる。
武器商人
酒場に武器を売りに来た商人。誰にも鞘から抜くことのできない、ロトの剣を持っていた。後に白の勇者の仲間となる。
ユーモラスな外見は、『ドラゴンクエストIV』や『トルネコの大冒険』のキャラクター、「トルネコ」そのままである。性格も彼を受け継ぎユーモラスであるが、インチキな武器を売りつけるなどトルネコとは一部異なる部分も見受けられる。
伝説の勇者
城に仕える熟練の勇者。単身魔王との戦いに挑むが、命を落とす。白の勇者が赤子の時、天空の城を襲撃した魔王と戦ったが敗れ、以降白の勇者を育ててきた。
聖母
天空の城の聖母。白の勇者と黒の勇者の母親。2人が赤子の時に魔王に襲われ、黒の勇者をさらわれて自らは命を落とす。

## あらすじ

### プロローグ
城を抜け出して街に出た王女は、街で弱っていた一人の老人を助ける。老人はその礼として王女に1本の笛を手渡した。
その光景を、邪悪な魔王が魔力で見透かしていた。魔王は、王女をさらって王国の平和を乱そうと企てる。

### 第1幕
王宮では優雅な舞踏会が催されていたが、その最中に王宮を邪悪な気配が包み込む。伝説の勇者はそれが魔王の仕業と感じ取り、同行を願う白の勇者に城を守るように命じ、ロトの紋章の入った鎧を渡して魔王討伐に旅立つ。城に残った白の勇者は王女と互いに惹かれあってゆくが、そこに魔王と黒の勇者が現れ王女をさらっていく。白の勇者は、残された笛を手に王女救出のため城を抜け出す。
モンスターに襲われ傷つき、途方にくれた白の勇者は笛を吹く。すると老人が現れ、街に行き仲間を探すように助言をして去っていく。
街に着いた白の勇者は酒場に入る。やがて酒場に荒くれたちを率いた女戦士や陽気な武器商人が現れる。武器商人は、誰にも抜けない不思議な剣を持っていた。荒くれたちが剣を抜こうと試すが誰にも抜くことが出来ない。白の勇者も試そうとするが、戦士や荒くれたちに馬鹿にされる。
そのうちに、武器商人が荒くれたちにインチキな武器を売りつけたことから酒場が騒ぎになる。さらに、黒の勇者率いる魔王の兵も酒場に現れ、騒ぎは戦闘へと変わる。魔王の兵たちとの戦いで、白の勇者と戦士は何故か息の合った戦いを展開。どうにか魔王の兵は退けたものの、多くの人々が傷つき倒れた。白の勇者は笛を吹き老人を呼び出し、老人は呪文で人々の傷を癒す。老人は呪文を操る賢者であった。
賢者は白の勇者に誰にも抜けない剣を抜くように促し、白の勇者は鞘からロトの剣を抜いてみせる。戦士は白の勇者の仲間になることを誓い、武器商人を半ば強引に連れて行き、賢者も仲間に加わり街を後にする。

### 第2幕
魔宮に囚われの身となった王女。魔物たちにおびえるが、黒の勇者には魔物たちとは違う雰囲気を感じ取っていた。そこに伝説の勇者が現れ魔王たちに戦いを挑む。戦いの中、伝説の勇者は黒の勇者の胸に白の勇者と同じ首飾りを発見し、黒の勇者の正体を悟るが、魔王の前に力尽き命を落とす。
魔宮のある黒の森へとたどり着いた白の勇者たちは、魔物の策略により離れ離れになる。一人になった白の勇者の前に黒の勇者が現れる。一騎討ちの末白の勇者は敗れ倒れるが、黒の勇者は止めをさすのをためらい去っていく。倒れた白の勇者の前に妖精が現れ、夢の世界へといざなう。
夢の世界では、天空の城で聖母が二人の赤子を抱き、白の勇者がつけているのと同じ首飾りを赤子たちに授けていた。そこに魔王が現れ、伝説の勇者と戦闘となるが、結果聖母は深手を受け、赤子の一人は魔王にさらわれてしまう。聖母は残った赤子を伝説の勇者に託し息絶える。その赤子こそが、白の勇者であったのだ。
夢の世界より戻った白の勇者は、傍らに天空の兜を発見する。天空の兜をかぶると、力が湧き上ってくるのを感じ、襲い来る魔物たちを呪文で撃退する。やがて、はぐれた仲間達と合流し、奪われた剣も取り戻した白の勇者は、魔宮に赴き魔王との決戦へと挑む。

## 関連商品

### CD
本作の楽曲を収録したCDが、『ドラゴンクエスト伝説』のタイトルでポリグラムより1996年11月18日に発売された。(POCX-1056/7) 指揮：小松一彦、演奏：神奈川フィルハーモニー管弦楽団。

### DVD
SMEビジュアルワークスより、2002年3月31日の神奈川県民ホールでの公演を収録したDVDが2002年8月21日に発売されている。(SVWB-3072)

#### 収録されている公演での演者など
- 白の勇者：西島千博
- 黒の勇者：長瀬伸也
- 王女：福島昌美
- 魔王：横山忠滋
- 賢者：本多実男
- 戦士：小山恵美
- 武器商人：高谷大一
- 伝説の勇者：李波
- 聖母：小山久美
- 演奏：小松一彦指揮　神奈川フィルハーモニー管弦楽団

### Blu-ray
キングレコードより、2020年10月3日／4日の東京文化会館での公演を収録したBlu-rayが、すぎやま没後の2021年12月8日に発売されている。(KIXM-474)

#### 収録されている公演での演者など
- 白の勇者：林田翔平
- 黒の勇者：池田武志
- 王女：渡辺恭子
- 魔王：大野大輔
- 賢者：福原大介
- 戦士：西原友衣菜
- 武器商人：鴻巣明史
- 伝説の勇者：久野直哉
- 聖母：角屋みづき
- 演奏：田中良和指揮　東京シティ・フィルハーモニック管弦楽団

## その他
日本テレビ系『進め!電波少年』にて、「ドラクエのバレエにスライムで出演したい!」というアポなし企画が行なわれ、松村邦洋が1995年の初演にてスライム姿での出演を依頼したが拒否された。